# Даллам (округ, Техас)
Шаблон:StateAbbr_ 36°17′ пн. ш. 102°35′ зх. д. / 36.29° пн. ш. 102.59° зх. д.
Округ Даллам (англ. Dallam County) — округ (графство) у штаті Техас, США. Ідентифікатор округу 48111.

## Історія
Округ утворений 1876 року.

## Демографія
За даними перепису 2000 року загальне населення округу становило 6222 осіб, зокрема міського населення було 4540, а сільського — 1682. Серед мешканців округу чоловіків було 3142, а жінок — 3080. В окрузі було 2317 домогосподарств, 1628 родин, які мешкали в 2697 будинках. Середній розмір родини становив 3,24.
Віковий розподіл населення поданий у таблиці:
| Стать    | До 15 років | 15-21 | 22-29 | 30-39 | 40-49 | 50-65 | 65-85 | Понад 85 |
| -------- | ----------- | ----- | ----- | ----- | ----- | ----- | ----- | -------- |
| Чоловіки | 837         | 319   | 342   | 493   | 442   | 433   | 249   | 27       |
| Жінки    | 804         | 312   | 369   | 445   | 381   | 407   | 317   | 45       |

## Суміжні округи
- Сімаррон, Оклахома — північ
- Шерман — схід
- Мур — південний схід
- Гартлі — південь
- Юніон, Нью-Мексико — захід

## Виноски
1. ↑  U.S. Decennial Census. United States Census Bureau. Архів оригіналу за 26 квітня 2015. Процитовано 22 квітня 2015.
2. ↑  Texas Almanac: Population History of Counties from 1850–2010 (PDF). Texas Almanac. Архів оригіналу (PDF) за 26 лютого 2015. Процитовано 22 квітня 2015.
3. ↑  State & County QuickFacts. United States Census Bureau. Архів оригіналу за 6 серпня 2011. Процитовано 10 грудня 2013.(англ.) Наведено за англійською вікіпедією.
4. ↑  American FactFinder. Бюро перепису населення США. Архів оригіналу за 21 травня 2008. Процитовано 31 січня 2008.

| США | Це незавершена стаття з географії США. Ви можете допомогти проєкту, виправивши або дописавши її. |